# Платиновые монеты Российской империи
Платиновые монеты Российской империи — серия платиновых монет Российской империи номиналом в три, шесть и двенадцать рублей. Чеканилась по указу Николая I Санкт-Петербургским Монетным двором и находилась в обороте с 1828 по 1845 год. Является первой в мире официальной серией платиновых монет для обращения.

## История
Выбор металла для изготовления монет объясняется тем, что в 1819 году был открыт «новый сибирский металл» — платина. Сначала попадались лишь отдельные вкрапления металла в породе, но во второй половине 1824 года были найдены богатые россыпи платины и в 1825 году началась её добыча.
Эти открытия побудили Демидова начать поиски платины в окрестностях принадлежавших ему Нижнетагильских заводов, где она была найдена в россыпи на реке Сухо-Висим. Добыча платины обходилась очень дёшево.
Монета из платины в три рубля... имеет... на одной стороне: государственный герб, а на другой слова: «3 рубля на серебро, год и буквы: С. П. Б., а вокруг слова: «2 зол. 41 дол.» чистой уральской платины". Гурт зубчатый… Цена платины в новой монете соображена против сведений о сложных ценах сего металла в Европе и затем принята, примерно, впятеро против чистого серебра. Как монета трёхрублёвая из платины имеет величину ровно против серебряного двадцатипятикопеечника, а вес её равен с лигатурным серебряным полтинником, то весьма легко оную распознать.

В конце 1826 года обер-пробирер Соединённой лаборатории П. Г. Соболевский (родоначальник порошковой металлургии) изобрёл простой, лёгкий и удобный способ обработки (очистки) платины. Открытие Соболевского натолкнуло на мысль употребить платину для чеканки монет. В указе от 24 апреля 1828 года отмечалось, что 
между сокровищами хребта Уральских гор открыта и платина, которая пред сим находилась почти исключительно в Южной Америке. Для удобнейшего сбыта сего драгоценного металла желательно ввести употребление онаго для монет.
К указу от 24 апреля 1828 года было приложено и «Описание новой монеты из платины».
Чеканка началась с трёхрублёвиков. Первая отчеканенная монета была послана Гумбольдту (после кончины учёного первый платиновый трёхрублёвик был куплен императором Александром II и в 1859 году эта монета вернулась в Россию, сейчас она экспонируется в коллекции монет Эрмитажа). В 1829 году «были учреждены платиновые дуплоны» (шестирублёвики), а в 1830 году — «квадрупли» (двенадцатирублёвики). Трёхрублевиков было отчеканено 1 371 691 штука, шестирублёвиков — 14 847 штук и двенадцатирублёвиков — 3 474 штуки.
Выбор номиналов объяснялся несколькими причинами. Первая, для чеканки платиновых монет использовались те же формы, что и для чеканки серебряной монеты. Вторая причина состояла в том, что платина в тот момент была приблизительно в 6 раз дороже серебра и, наконец, удельный вес платины в два раза больше, чем удельный вес серебра. Таким образом, платиновые три рубля, по форме и диаметру совпадавшие с 25 копейками серебром, имели вес в два раза и, следовательно, стоимость в 12 раз больше, чем аналогичная монета из серебра. Шестирублёвая монета была в 12 раз дороже полтинника, поэтому надпись на ней гласит «6 рублей на серебро», а для изготовления двенадцатирублёвиков использовались рублёвые формы.
Для чеканки монет использовалась самородная уральская платина, не очищенная от примеси сопутствующих металлов (иридия, палладия и других), поэтому надпись на реверсе таких монет «…чистой уральской платины» следует понимать только как свидетельство об отсутствии в металле легирующих присадок.
| Полный годовой комплект из трёх платиновых монет 1835 года |                |                |
|                                                            |                |                |
|                                                            |                |                |
| дата подписания именного указа                             |                |                |
| 12 сентября 1830                                           | 30 ноября 1829 | 24 апреля 1828 |
| вес монеты, г                                              |                |                |
| 41,41                                                      | 20,71          | 10,35          |

В 1845 году появилось опасение, «что вследствие понижения цены на платину появится большое количество поддельной платиновой монеты». Поэтому 22 июня 1845 года «для приведения нашей монетной системы в совершенную стройность» было признано «за благо прекратить вовсе чекан платиновой монеты», и в течение 6 месяцев платиновые монеты были изъяты из обращения (на руках у населения их осталось на сумму 883 212 рубля). Интересно отметить также тот факт, что обладатели платиновых монет не рассматривали их как возможность накопления богатства и охотно меняли на более привычные и, как им казалось, «надёжные» золотые деньги.
| Год    | 12 рублей              | 6 рублей | 3 рубля | Всего   |
| ------ | ---------------------- | -------- | ------- | ------- |
|        | в рублях (а не штуках) |          |         |         |
| 1828   | —                      | —        | 60 069  | 60 069  |
| 1829   | —                      | 4 968    | 130 347 | 135 315 |
| 1830   | 1 428                  | 51 660   | 318 078 | 371 166 |
| 1831   | 17 556                 | 16 704   | 259 500 | 293 760 |
| 1832   | 13 224                 | 9 012    | 197 301 | 219 537 |
| 1833   | 3 060                  | 1 812    | 253 620 | 258 492 |
| 1834   | 132                    | 66       | 272 916 | 273 114 |
| 1835   | 1 524                  | 642      | 415 512 | 417 678 |
| 1836   | 132                    | 66       | 131 256 | 131 454 |
| 1837   | 636                    | 1 518    | 138 909 | 141 063 |
| 1838   | 144                    | 72       | 145 536 | 145 752 |
| 1839   | 24                     | 12       | 6       | 42      |
| 1840   | 12                     | 6        | 3       | 21      |
| 1841   | 900                    | 1 020    | 50 763  | 52 683  |
| 1842   | 1 380                  | 726      | 436 734 | 438 840 |
| 1843   | 1 464                  | 762      | 517 005 | 519 231 |
| 1844   | 48                     | 24       | 643 512 | 643 584 |
| 1845   | 24                     | 12       | 15 006  | 15 042  |
| ВСЕГО: | 41688                  | 89082    | 4121073 | 4251843 |

C 1846 года чеканка платиновой монеты не производилась, хотя к этому времени было добыто около 2000 пудов или 32 000 кг платины, половина из которой (14 669 кг) была перечеканена в монету. В 1846—1847 годах добычи платины не было, в дальнейшем она производилась в ничтожных размерах.
Вся платина, скопившаяся на Петербургском монетном дворе в количестве до 32 тонн, как в виде монеты, так и в необработанном виде, была продана английской фирме Джонсон, Маттэ и Ко. В результате Англия, которая не добывала ни одного грамма платины, долго была в этой отрасли монополистом.
Есть несколько версий прекращения чеканки платиновых монет в России. В XIX веке платина добывалась только в России и в Колумбии, поэтому значение международных денег приобрести не могла. Определённую роль сыграла и традиция: в течение тысячи лет платины среди монетных металлов не было, люди к ней относились с осторожностью, опасаясь, что при выявлении месторождений платины в других странах она может обесцениться.
Были и другие причины прекращения чеканки платиновых монет. Одна из них — сравнительная невыгодность чеканки для монетного двора, ибо затраты на изготовление трёхрублёвой монеты составляли (кроме стоимости металла) 98 копеек, или 33 копейки на один рубль, в то время как чеканка золотой монеты обходилась меньше копейки на один рубль.
В 1859 году в России опять подняли вопрос о чеканке монет из платины. К подготовке предложений и изучению проблемы был привлечён академик Б. С. Якоби. В результате в 1860 году был опубликованный труд «О платине и употреблении её в виде монет». Несмотря на все усилия академика Б. С. Якоби, его предложения приняты не были и чеканка платиновый монеты так и не возобновилась.
После 1846 года ни одна страна не позволяла себе «роскоши» вводить в обращение платиновые монеты. Хотя в оправдание легкомыслия российского правительства можно всё же сказать, что в XIX веке платина не была ещё такой дорогой и стоила в 2,5 раза дешевле золота.
В настоящее время платиновые монеты Российской империи, хотя и выставляются регулярно на нумизматических аукционах, достаточно редки. Особенно редки монеты 1839—1840 годов, когда было отчеканено по две (1839 год) и по одной (1840 год) монете каждого номинала.
На нумизматическом аукционе Объединённого банка Швейцарии (UBS Gold and Silver Auction 50), проходившем осенью 2001 года в Базеле, одна из двух 12-рублёвых монет 1839 года была продана почти за 60,5 тысяч долларов при стартовой цене лота в $22 000.
Отметим, что комплект 1840 года был куплен известным нумизматом, графом И. И. Толстым непосредственно у монетного двора Санкт-Петербурга.